# Điểu K'Ré
Điểu K'Ré (sinh ngày 9 tháng 8 năm 1968) là một chính trị gia người Việt Nam. Ông nguyên là Ủy viên Ban Chấp hành Trung ương Đảng Cộng sản Việt Nam khóa XIII, nguyên Phó Bí thư Thường trực Tỉnh ủy Đắk Nông.

## Xuất thân
Điểu K'Ré sinh ngày 9 tháng 8 năm 1968, người dân tộc Mnông, không theo tôn giáo nào, quê quán ở xã Đắk R'Tíh, huyện Tuy Đức, Đắk Nông.

## Giáo dục
Ông có bằng cử nhân hành chính và cao cấp lí luận chính trị.

## Sự nghiệp
Ông gia nhập Đảng Cộng sản Việt Nam vào ngày 6/11/1993.
Ông từng là Phó Bí thư rồi Bí thư Huyện đoàn huyện Đắk R'lấp, Phó Bí thư Tỉnh đoàn Đắk Nông; Phó Trưởng đoàn chuyên trách Đoàn ĐBQH tỉnh Đắk Nông, Tỉnh ủy viên rồi Ủy viên Ban Thường vụ Tỉnh ủy, Trưởng đoàn ĐBQH tỉnh Đắk Nông.
Ngày 25 tháng 9 năm 2015, ông được bầu làm Phó Bí thư Tỉnh ủy Đắk Nông.
Ông từng là Ủy viên ủy ban Kinh tế của Quốc hội khóa XII, Ủy viên dự khuyết Trung ương Đảng khóa X, XI, Thường vụ Tỉnh ủy, Bí thư Thành ủy Gia Nghĩa, Phó Bí thư Tỉnh ủy, Chủ tịch Hội đồng nhân dân tỉnh Đắk Nông.
Năm 2016, ông được bầu làm Ủy viên Ban Chấp hành Trung ương Đảng Cộng sản Việt Nam khóa XII. Sau đó, ông được Bộ Chính trị phân công làm Phó Trưởng Ban Thường trực Ban Chỉ đạo Tây Nguyên.
Theo Nghị quyết Hội nghị Trung ương 6 khóa XII, Ban Chỉ đạo Tây Nguyên được giải thể. Tháng 1 năm 2018, ông được Bộ Chính trị phân công làm Phó Trưởng Ban Thường trực Ban Dân vận Trung ương.
Ngày 30 tháng 01 năm 2021, tại Đại hội đại biểu toàn quốc lần thứ 13 của Đảng Cộng sản Việt Nam, ông được bầu làm ủy viên Ban Chấp hành Trung ương Đảng Cộng sản Việt Nam khóa 13 nhiệm kì 2021-2026.
Ngày 8 tháng 5 năm 2021, Tỉnh ủy Đắk Nông tổ chức Hội nghị triển khai Quyết định của Bộ Chính trị về công tác cán bộ. Tại hội nghị bà Bùi Thị Minh Hoài, Bí thư Trung ương Đảng, Trưởng Ban Dân vận Trung ương đã trao Quyết định số 85/QĐ-TW của Bộ Chính trị về việc điều động, phân công ông Điểu K’Ré, Ủy viên Trung ương Đảng, thôi giữ chức Phó trưởng Ban Thường trực Ban Dân vận Trung ương để tham gia Ban Chấp hành, Ban thường vụ và giữ chức Phó Bí thư Tỉnh ủy Đắk Nông nhiệm kỳ 2020-2025.

## Gia đình
Ông đã lập gia đình. Bố vợ ông là Điểu Krơi, năm 2012 được 78 tuổi, cựu giáo viên ở bon Bu M’Blanh A, cháu ruột của anh hùng N’Trang Lơng. N’Trang Lơng là em trai của M’Brưnh, cha của Điểu Krơi.

## Kỷ luật và thôi chức
Trong hai ngày 16 - 17/8/2023, tại Hà Nội, Ủy ban Kiểm tra Trung ương đã họp Kỳ thứ 31, do Chủ nhiệm Ủy ban Kiểm tra Trung ương Trần Cẩm Tú chủ trì. Tại kỳ họp này, Ủy ban Kiểm tra Trung ương đã xem xét kết quả kiểm tra khi có dấu hiệu vi phạm đối với Ủy viên Trung ương Đảng, Phó Bí thư Thường trực Tỉnh ủy Đắk Nông Điểu K'ré, Ủy ban Kiểm tra Trung ương nhận thấy, ông Điểu K'ré đã thiếu tu dưỡng, rèn luyện, vi phạm phẩm chất đạo đức, lối sống; vi phạm quy định những điều đảng viên không được làm và trách nhiệm nêu gương, gây ảnh hưởng đến uy tín của tổ chức đảng và cá nhân. Căn cứ quy định của Đảng, Ủy ban Kiểm tra Trung ương báo cáo, đề nghị Bộ Chính trị xem xét, quyết định.
Ngày 2/10/2023, Ban Chấp hành Trung ương Đảng đã biểu quyết, thống nhất để ông Điểu K'ré - Ủy viên Trung ương Đảng, Phó Bí thư thường trực Tỉnh ủy Đắk Nông thôi giữ chức vụ Ủy viên Trung ương Đảng khóa XIII.
Ngày 26/4/2024, ông Lưu Văn Trung, Phó Bí thư Tỉnh ủy, Chủ tịch HĐND tỉnh Đắk Nông chủ trì Lễ công bố và trao quyết định nghỉ hưu của Bộ Chính trị đối với ông từ ngày 1/5/2024.